# Luis Rivera (Leichtathlet)

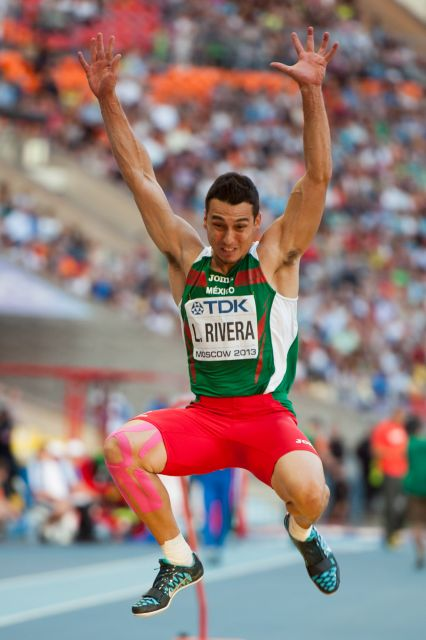
Luis Rivera bei den Weltmeisterschaften 2013 in Moskau

Luis Alberto Rivera Morales (* 21. Juni 1987 in Agua Prieta) ist ein mexikanischer Weitspringer.
Bei den Olympischen Spielen 2012 in London schied er in der Qualifikation aus. 2013 siegte er bei der Universiade in Kasan und gewann bei den Weltmeisterschaften in Moskau die Bronzemedaille.
Luis Rivera schloss 2010 ein Studium der Ingenieurwissenschaften an der University of Arizona ab. Sein Bruder Edgar Rivera ist als Hochspringer erfolgreich.

## Persönliche Bestleistungen
- Weitsprung: 8,46 m, 12. Juli 2013, Kasan (mexikanischer Rekord)
  - Halle: 7,99 m, 26. Februar 2010, Seattle (mexikanischer Rekord)